# Mönchengladbach
Mönchengladbach [mœnçn̩ˈɡlatbax]ⓘ, hasta 1950 conocida como München Gladbach, es una ciudad del estado federal de Renania del Norte-Westfalia, Alemania. Forma parte de la macrorregión metropolitana del Rin-Ruhr y está cercana a la frontera nacional con los Países Bajos. 
Mönchengladbach es la mayor de la región del Niederrhein (Baja Renania), pertenece al distrito gubernativo de Düsseldorf. Los límites de la ciudad fueron modificados tras la reforma territorial del 1 de enero de 1975 (Gebietsreform), tras la cual Mönchengladbach, Rheydt y Wickrath fueron unidas en una sola, manteniéndose el nombre de Mönchengladbach para esta nueva unión.
Mönchengladbach alcanzó por primera vez una población de 100.000 habitantes en el año 1921, con lo que se convirtió en "gran ciudad" (großstadt). Así mismo, Rheydt alcanzó esta cifra en 1968. El 31 de diciembre de 2007 contaba con 260.018 habitantes, de los cuales 125.829 eran hombres y 134.189 mujeres. La ciudad es conocida por albergar al club de fútbol Borussia Mönchengladbach, uno de los equipos más fuertes de la Bundesliga en los años 1970.

## Geografía
Mönchengladbach se encuentra a unos 16 kilómetros al oeste del Rin, en la llanura del río Niers. Aunque la mayor parte de Mönchengladbach se encuentra en terreno llano, el centro y la parte sur de la ciudad tienen algunos accidentes. Hay muchos parques e inclusos bosques dentro de la ciudad. El bosque de Hardt (Hardter Wald) y partes del Rheindahlen, al oeste de la ciudad, pertenecen al parque natural de Maas-Schwalm-Nette.
El punto más alto de la ciudad tiene 133 metros de altitud, mientras que el más bajo sólo tiene 35. El perímetro de la ciudad es de unos 87 kilómetros, de norte a sur hay una distancia de 17 km y de este a oeste 18 km.

### Ríos
Al sur y al este de Mönchengladbach fluye el río Niers, el cual nace a unos centenares de metros al sur de Kuckum, en la región de Kreis Heinsberg. Al suroeste del límite de la ciudad (en Wegberg) nace el río Schwalm. Ambos ríos son afluentes del río Mosa, en los Países Bajos. El río Gladbach, del cual toma el nombre la ciudad, nacía en Waldhausen. Actualmente la fuente del río está agotada. El canal del Gladbach (der Gladbachkanal), que originalmente recibía caudal del nacimiento del Gladbach, recorre bajo tierra el antiguo trazado del Gladbach y desemboca en el Niers, al este de la ciudad. Se puede ver desde Lürrip hasta Niersmündung. Hay carteles a lo largo de todo el antiguo recorrido del río Gladbach.

## Historia

### Edad Antigua
Los primeros asentamientos en el emplazamiento de la actual Mönchengladbach tienen entre 300 000 y 400 000 años y muestran
restos tardíos de Homo erectus y Neardental. Los restos principales se encontraron en los alrededores del río Niers en el sur de la Mönchengladbach contemporánea. Del periodo Neolítico y de la Edad del Bronce datan numerosos túmulos emplazados en el Harter Wald.
Durante la dominación romana el terreno sobre el que se asienta la actual Mönchengladbach perteneció a la provincia de la Germania Inferior. En el periodo comprendido entre el siglo I y el III de nuestra era se estableció en el barrio actual de Mönchengladbach-Mülfort el asentamiento romano de Vicus Mülfort que poseía un puente estratégico sobre el
Niers y constituía un nudo importante de comunicaciones entre las ciudades de Colonia, Xanten y Neuss.

### Edad Media y Moderna
Tras la destrucción de Vicus Mülfort por los francos en el año 352 d. C., no existe constancia de ningún asentamiento en la zona hasta el levantamiento de un enclave franco alrededor del 800 d. C., situado en los terrenos que hoy ocupan los barrios de Odenkirchen-Sasserath y Abteiberg.
El origen de la actual Mönchengladbach se sitúa en el año 974 d. C., cuando Gero, el Arzobispo de Colonia, y Sandrad, un monje de Tréveris, fundaron una abadía sobre una colina junto al río Gladbach y comenzaron la construcción de la iglesia que forma parte aún hoy del conjunto del monasterio. El emplazamiento de esta primera iglesia coincide el terreno donde se erigía una iglesia construida alrededor del año 800 d. C., y posteriormente destruida en el 954 d. C., por las tropas húngaras del noble Balderich.
Los monjes fomentaron una pequeña colonia alrededor de la abadía y posteriormente establecieron en el siglo XII un mercado al norte de la iglesia en el cual hasta el día de hoy se asientan artesanos y comerciantes. El monasterio y su núcleo poblacional adyacente adquirieron el estatus de ciudad, denominada Gladbach hasta el final del siglo XIX, entre 1364 y 1366. La nueva ciudad se rodeó de una muralla mantenida por los ciudadanos. Los restos de esta edificación defensiva son todavía visibles junto al estanque de Geroweiher, la colina de Waldhausener Berg y la parte trasera de la plaza Kapuzinerplatz. Entre estos restos destaca la Dicke Turm, una torre defensiva que se asienta junto a la Waldhausener Berg. Hasta el siglo XVIII perteneció la ciudad a la administración de Grevenbroich enmarcada en el Ducado de Jülich, el cual a su vez formaba parte del Sacro Imperio Romano Germánico.

### Edad Contemporánea

#### Dominio francés
En el marco de las guerras de la Primera Coalición, tropas revolucionarías francesas ocuparon la ciudad el 4 de octubre de 1794 tras la conquista un día antes de la fortaleza de Jülich. En el año 1801 Francisco I de Austria, Emperador de Austria y del Sacro Imperio Romano Germánico, firmó con la Francia revolucionaria el Tratado de Lunéville por el que cedió a Francia la margen izquierda del Rin. La represión religiosa, característica de la Francia revolucionaria, provocó la inmediata disolución de la abadía cuyos últimos monjes la abandonaron el 31 de octubre de 1802. La prestigiosa biblioteca del monasterio fue en gran parte expoliada y destruida. Desde 1798 hasta 1814 perteneció el Maire, autoridad ejecutiva municipal francesa, de Gladbach al Cantón francés de Neersen en el Arrondissement de Crévelt que a su vez dependía del Departamento del Roer.

#### Dominio prusiano
Tras la derrota de Napoleón a manos de la Sexta Coalición y el posterior Congreso de Viena el territorio de la actual Mönchengladbach pasó a pertenecer a Prusia. Bajo el control prusiano se creó el 24 de abril de 1816 el distrito de Gladbach-Land que tenía en Gladbach su centro administrativo y que incluía parte de la actual ciudad, Viersen, Willich y Korschenbroich. Por otra parte Gladbach también era la sede del Burgermeisterei, unidad administrativa de la Provincia Prusiana del Rin, del mismo nombre que posteriormente en 1859 se divide en la ciudad de Gladbach y el Burgermeisterei de Obergeburth.
En la segunda mitad del siglo XIX y comienzos del XX es cuando la ciudad alcanza su mayor crecimiento. Este progreso se debe a la consolidación en la región del Bajo Rin de una potente industria textil que tendrá en Gladbach su centro principal y que incluía el hilado, la tejeduría y el tintado. A su vez el desarrollo textil impulsó la creación de una industria complementaria especializada en ingeniería mecánica y fundición. La importancia industrial de la ciudad hizo posible la obtención en 1888 del estatus de Kreisfrei, tras la que pasó a denominarse München-Gladbach, por lo que ganó una gran autonomía y pasó a depender exclusivamente del Regierungsbezirk de Düsseldorf. En 1919 residían en el territorio de la actual ciudad más de 150 000 habitantes. Esto impulsó la construcción de las infraestructuras necesarias para dar servicios necesarios a esta población. Entre ellas destacaron la Administración Local de Justicia (Alemán: Amtsgericht), la Cámara de Comercio, un Gymnasium, un Liceo y escuelas de formación profesional orientadas hacia la industria textil. En paralelo se fundó en 1890 la Asociación Popular para la Alemania Católica (Alemán: Volksverein für das katholische Deutschland) que toma como sede la ciudad de München-Gladbach. Hasta su prohibición por el Partido Nazi en 1933, esta organización jugó un papel fundamental como contrapeso católico a la influencia del SPD en los entornos proletarios llegando a contar con más de 6000 filiales por toda Alemania.
La preponderancia regional ganada por la ciudad hizo que en el marco de la República de Weimar, surgida en Alemania tras la derrota en la Primera Guerra Mundial, se produjera la unión de München-Gladbach con núcleos poblacionales cercanos. Concretamente en 1921 se unieron a München-Gladbach la ciudad de Rheindahlen y los Bürgermeisterei de Gladbach-Land y Neuwerk. Posteriormente en 1929 se fusionaron las ciudades de München-Gladbach, Rheydt, Hardt, Giesenkirchen y Odenkirchen para el conjunto pasar a llamarse Gladbach-Rheydt. Sin embargo esta unión fue disuelta en 1933 y Rheydt volvió a separarse por deseo explícito de Joseph Goebbels, Ministro del Reich para la Ilustración Pública y Propaganda y nacido en Rheydt. Así, la antigua München-Gladbach cambió de nuevo su denominación para llamarse München Gladbach o abreviado M. Gladbach.
El 11 de mayo de 1940 sufre München Gladbach el primer ataque aéreo británico sobre una ciudad alemana durante la Segunda Guerra Mundial. Posteriormente, tanto München Gladbach como Rheydt fueron objeto de bombardeos masivos en el marco de la campaña de bombardeo estratégico sobre ciudades alemanas. El último ataque aéreo sobre las ya muy castigadas München Gladbach y Rheydt tuvo lugar el 1 de febrero de 1945. Tras la captura de ambas ciudades el 1 de marzo de 1945 por tropas americanas, el 65% de München Gladbach y Rheydt estaba completamente destruido y 2000 civiles habían perdido la vida bajo las bombas aliadas.

#### Mönchengladbach en Renania del Norte-Westfalia
Tras el final de la Segunda Guerra Mundial München Gladbach quedó enmarcada en el nuevo estado de Renania del Norte-Westfalia y volvió a ser rebautizada para esta vez llamarse Mönchen Gladbach con objeto de evitar confundirla con Múnich (en alemán München). Finalmente en 1960 la ciudad pasó a denominarse Mönchengladbach y en 1975 se unió definitivamente con Rheydt, alcanzando así la denominación y extensión que duran hasta la actualidad.

## Economía e infraestructuras
El despegue industrial de Mönchengladbach se caracterizó fundamentalmente por el desarrollo de una potente industria textil desde mediados del siglo XIX hasta la primera mitad del siglo XX. A su vez el desarrollo textil impulsó la creación de una industria complementaria especializada en ingeniería mecánica.
Tras la Segunda Guerra Mundial se produjo un cambio en la estructura económica de la ciudad que supuso una paulatina transición desde la industria textil hacia nuevos sectores económicos. Actualmente sólo el 7% de la fuerza de trabajo de la ciudad está ocupada en la industria textil (i.e. Van Laack, Gardeur). Esta pérdida de peso del sector anteriormente dominante no ha podido ser completamente absorbida por nuevos sectores emergentes.
En el marco de la diversificación económica, representantes de la ciudad y de las principales empresas con sede en Mönchengladbach fundaron la Corporación para el Desarrollo Económico de Mönchengladbach (WFMG). En cooperación con la Universidad de Ciencias Aplicadas de la Región del Bajo Rin, la WFMG ha diseñado un modelo para el desarrollo futuro de la economía del Mönchengladbach basado en cinco sectores fundamentales: moda y textil, ingeniería mecánica y eléctrica, logística y sanidad.
A día de hoy, entre los productos manufacturados en Mönchengladbach destacan máquinas herramientas y tejedoras (Dörries Scharmann, Trützschler), sistemas transportadores automáticos, sistemas de señalización e ingeniería de sistemas (Scheidt & Bachmann), transformadores, materiales impresos, comestibles y bebidas alcohólicas. Concretamente destacan en Mönchengladbach fábricas de cerveza en donde se elabora la Altbier, típica en la Región del Bajo Rin.
Por último, el sector hostelero y gastronómico vivió una época de esplendor en los años 70 y 80 cuando la vida nocturna de la ciudad atraía a jóvenes de toda Renania del Norte-Westfalia. Hoy en día, el turismo sigue jugando un papel importante en la economía de Mönchengladbach. La ciudad cuenta con aproximadamente 40 hoteles que ofertan alrededor de 2000 camas. Estas infraestructuras permiten más de 200.000 pernoctaciones al año.

## Tren rápido

Red del S-Bahn Rin-Ruhr.

El S-Bahn Rin-Ruhr es un tren rápido que cubre la macrorregión metropilitana alemana del Rin-Ruhr. Desde las ciudades de Bonn y Colonia, hasta la ciudad de Dortmund.

## Deportes
El Borussia Mönchengladbach es el club de fútbol de la ciudad. Juega en la Bundesliga, la primera división del fútbol alemán. Su estadio es el Borussia-Park cuyo aforo es superior a los 59.000 espectadores.

## Personajes célebres
- Joseph Hubertus Pilates (1880-1967), creador de un método de entrenamiento físico-mental al que llamó Contrología, hoy en día es conocido como método Pilates.
- Joseph Goebbels (1897-1945), político que ocupó el cargo de ministro para la Ilustración Pública y Propaganda del Tercer Reich entre 1933 y 1945.
- Hans Jonas (1903-1993), filósofo, conocido por su obra El principio de la responsabilidad.
- Hilde Sherman (1923-2011), judía sobreviviente del Gueto de Riga.
- Günther Jakobs (1937-), jurista, especializado en derecho penal, derecho procesal penal y filosofía del derecho.
- Günter Netzer (1944-), futbolista.
- Josef Heynckes, más conocido como Jupp Heynckes (1945-), futbolista y entrenador de fútbol.
- Heinz-Harald Frentzen (1967-), piloto de Fórmula 1.
- Nick Heidfeld (1977-), piloto de Fórmula 1.
- Marcell Jansen (1985-), futbolista.
- Marc-André ter Stegen (1992-), futbolista.
- Luca Pferdmenges (2001-), malabarista y celebridad de internet.